# آشاغی آزاپ‌لی (گرگر)
آشاغی آزاپ‌لی (به ترکی استانبولی: Aşağıazaplı) یک منطقهٔ مسکونی در ترکیه است که در گول‌باشی واقع شده‌است.